# Lo Bòrn (Alta Garona)
Lo Bòrn (francès Le Born) és un municipi occità del departament de l'Alta Garona, a la regió d'Occitània.

## Monuments

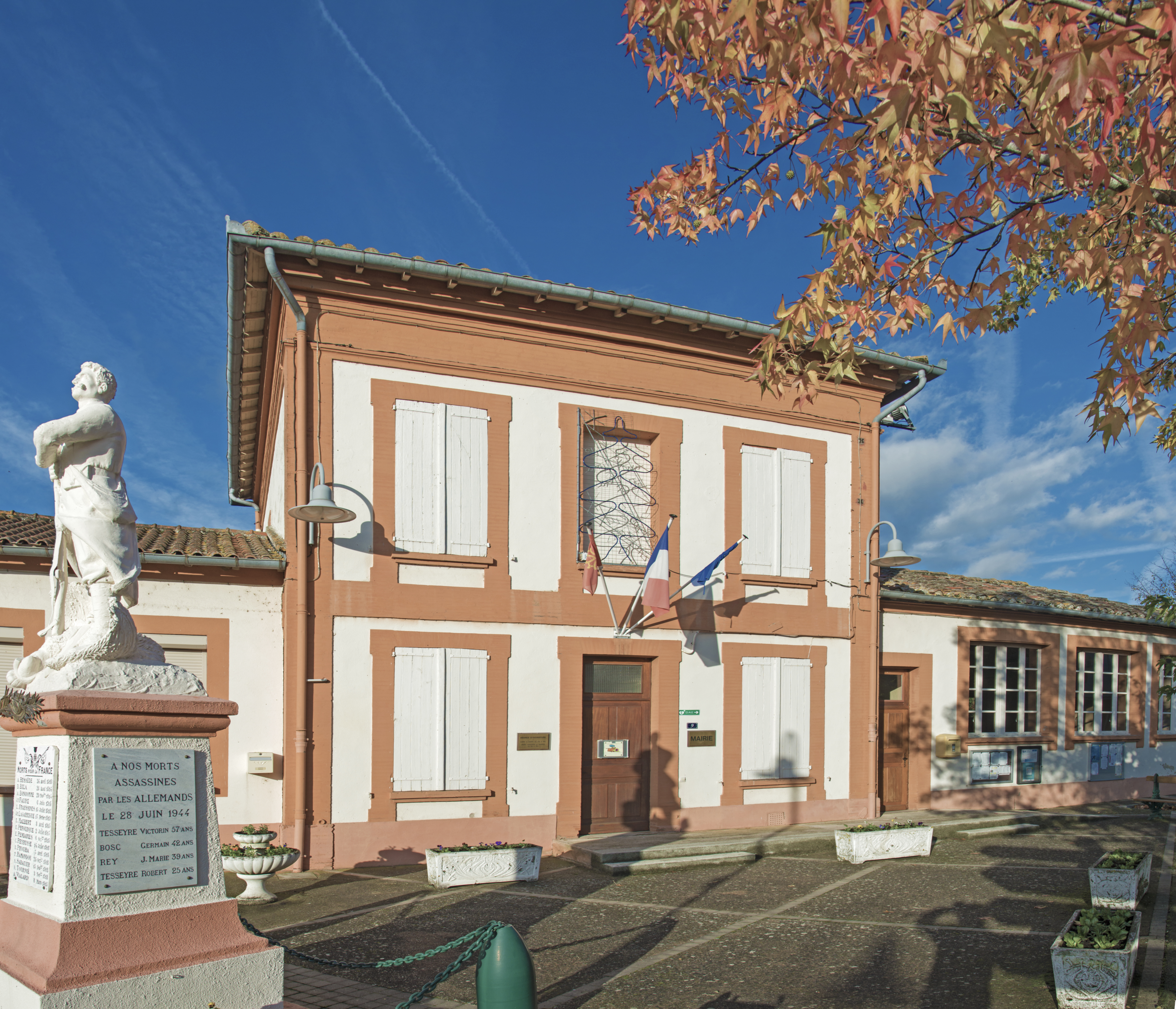
L'Ajuntament
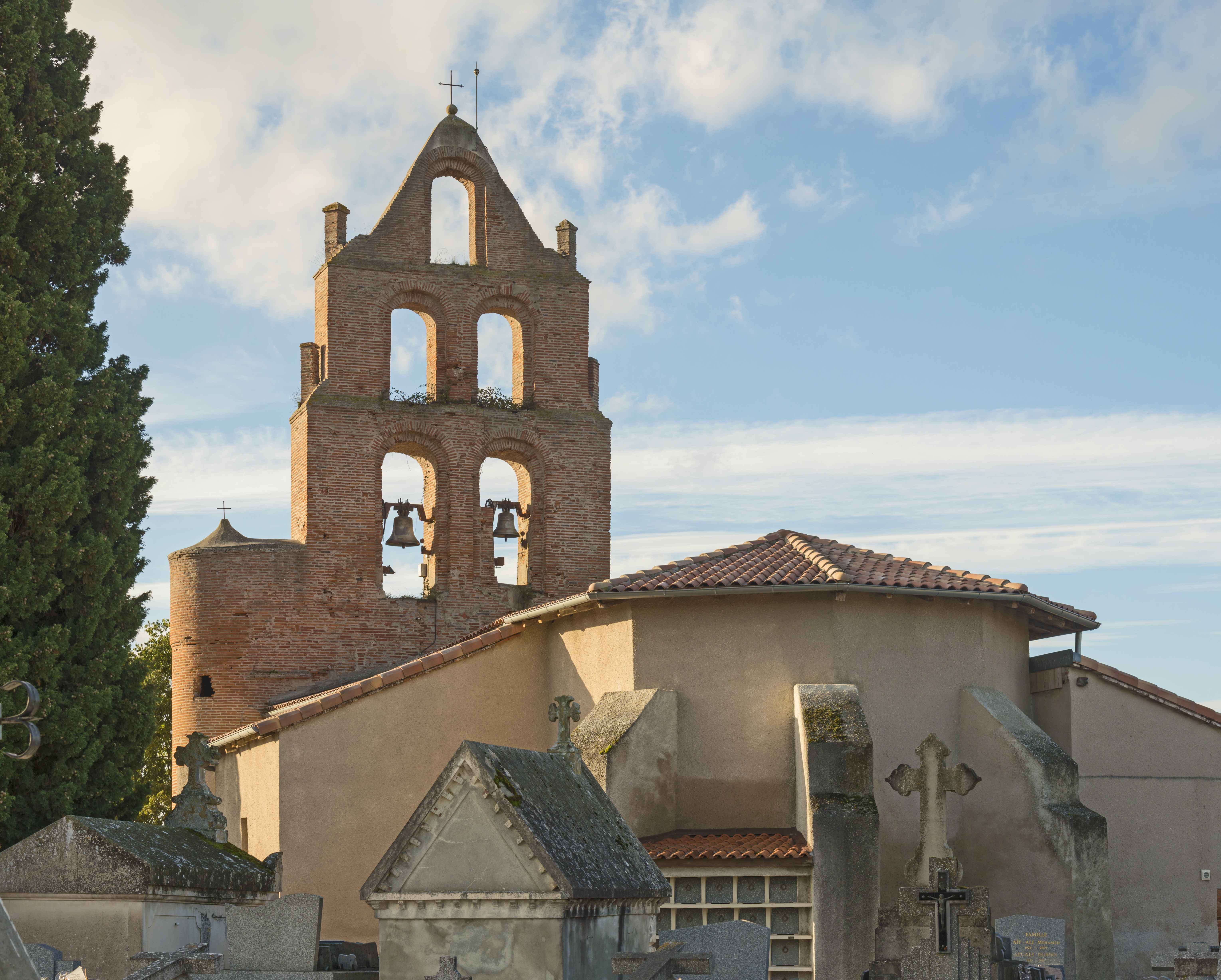
l'església